# غوران غرانيتش
غوران غرانيتش هو لاعب كرة قدم بوسني في مركز الدفاع، ولد في 9 يوليو 1975 في ليفنو في البوسنة والهرسك. لعب مع دينامو تيرانا ونادي فاراجدين وهايدوك سبليت.

## وصلات خارجية
- غوران غرانيتش على موقع قاعدة بيانات كرة القدم.إي يو (الإنجليزية)
- غوران غرانيتش على موقع Soccerway.com (الإنجليزية)
- غوران غرانيتش على موقع عالم كرة القدم.نت (الإنجليزية)